# صنایع نایدک
صنایع نایدک (انگلیسی: Nidec Industries) شرکت تجهیزات الکتریکی ایتالیایی است، که در سال ۲۰۱۳ تأسیس شد.